# Filmi

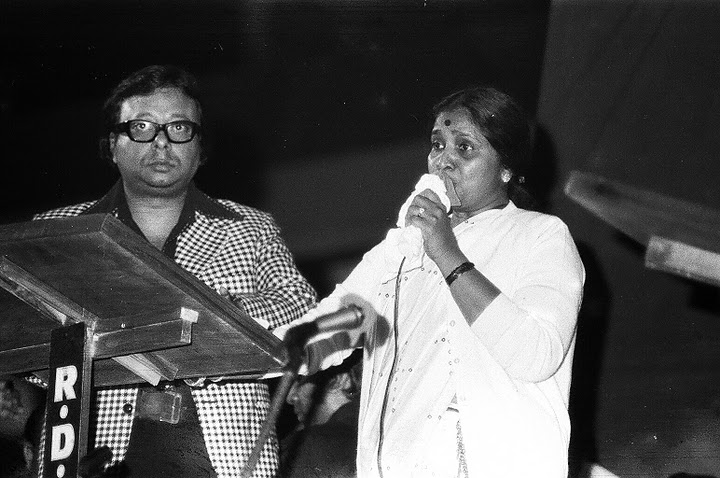
RD Burman et Asha Bhosle.

Filmi (फ़िल्मी संगीत) est le nom donné à la musique composée pour les films indiens, et notamment pour les intermèdes musicaux dansés, obligatoires. Généralement, les morceaux sont disponibles sous forme de cassettes et de CD - piratés à des millions d'exemplaires - longtemps avant la sortie du film, ce qui fait que les spectateurs indiens connaissent les chansons lors de la sortie du film. Certains films ne sont bénéficiaires que grâce aux revenus engendrés par leur bande originale. Si ces musiques ne plaisent pas, le film ne sort pas. C'est, par essence, la musique populaire de l'Inde.
La qualité des compositions est très variable, allant du médiocre à l'excellent, ce dernier cas illustré par exemple par A.R. Rahman ou Jatin Lalit. Certains chanteurs ou chanteuses atteignent une notoriété quasiment « héroïque », comme la célèbre Lata Mangeshkar.
Les films étant parfois tournés dans plusieurs versions, en hindî et en tamoul par exemple, plus satisfaisantes aux oreilles de chaque partie de l'Inde, les morceaux musicaux intégrés dans les films connaissent ainsi plusieurs adaptations, donnant lieu à des réorchestrations différentes, domaine dans lequel excelle A.R. Rahman. Le plus souvent, ces orchestrations mélangent instruments indiens et occidentaux : le shehnai est de rigueur pour les mariages, le sarangi pour les scènes tristes, les violons pour les scènes dramatiques ou passionnelles, le piano pour les scènes exotiques, etc. Ce sont souvent les meilleurs artistes indiens qui prêtent leur concours pour ces enregistrements.
Même dans le cas d'un cinéma lorgnant vers le public occidental, comme dans le film Le Mariage des moussons de Mira Nair, plus proche par ses thèmes et sa réalisation du cinéma d'Art et Essai que de Bollywood, les numéros musicaux sont présents. On retrouve la même présence dans les films réalisés par les jeunes réalisateurs anglais d'origine indienne ou pakistanaise - comme Joue-la comme Beckham de Gurinder Chadha - avec dans ce cas des morceaux musicaux de styles plus diversifiés, Blondie et Texas y côtoient Malkit Singh et Bally Sagoo.
D'une certaine façon, le cinéma indien réalise par ce mélange de musique, de danses et de dramaturgie, l'idéal défini par Muni Bharata dans son traité Nâtya-shâstra, dans lequel il décrit les bases des arts indiens de la scène.